# Alfred Macalik
Alfred Macalik (n. 10 septembrie 1888, Viena – d. 20 septembrie 1979, Oradea) a fost un pictor, desenator și grafician austriac stabilit în România.

## Biografie
Sfătuit de Gyula Szoke, profesorul său de desen, s-a înscris la Academia de Arte Frumoase din Cracovia unde a studiat cu Teodor Axentowicz vreme de un an - între 1910 - 1911, și la cea din Budapesta din 1914 până 1918, unde a fost elevul lui Ede Balló. A studiat o perioadă, datorită unei burse, la Școala de la Szolnok colonie artistică inițiată de Ludovic Hegheduș. A expus imediat după încheierea stagiului militar, în 1919, în principal uleiuri, într-o tematica diversă si cu o cromatică închisă. A urmat în anii 1920 cursurile Școlii de pictură de la Baia Mare, ceea ce i-a deschis paleta și l-a apropiat de pictura peisagistică.
Stabilit la Oradea, a fost unul din animatorii vieții culturale a orașului. A deschis o școală privată de artă care a funcționat în perioada 1930 - 1937. A creat numeroase portrete ale elitei literare și artistice orădene și s-a implicat ca profesor în dezbaterile artistice și estetice. Pictorul a fost dublat și de un talentat muzician si compozitor care a pus bazele Filarmonicii de Stat Oradea.

## Muzee
- Muzeul Țării Crișurilor, Oradea